# Kurt Kersten (Autor)

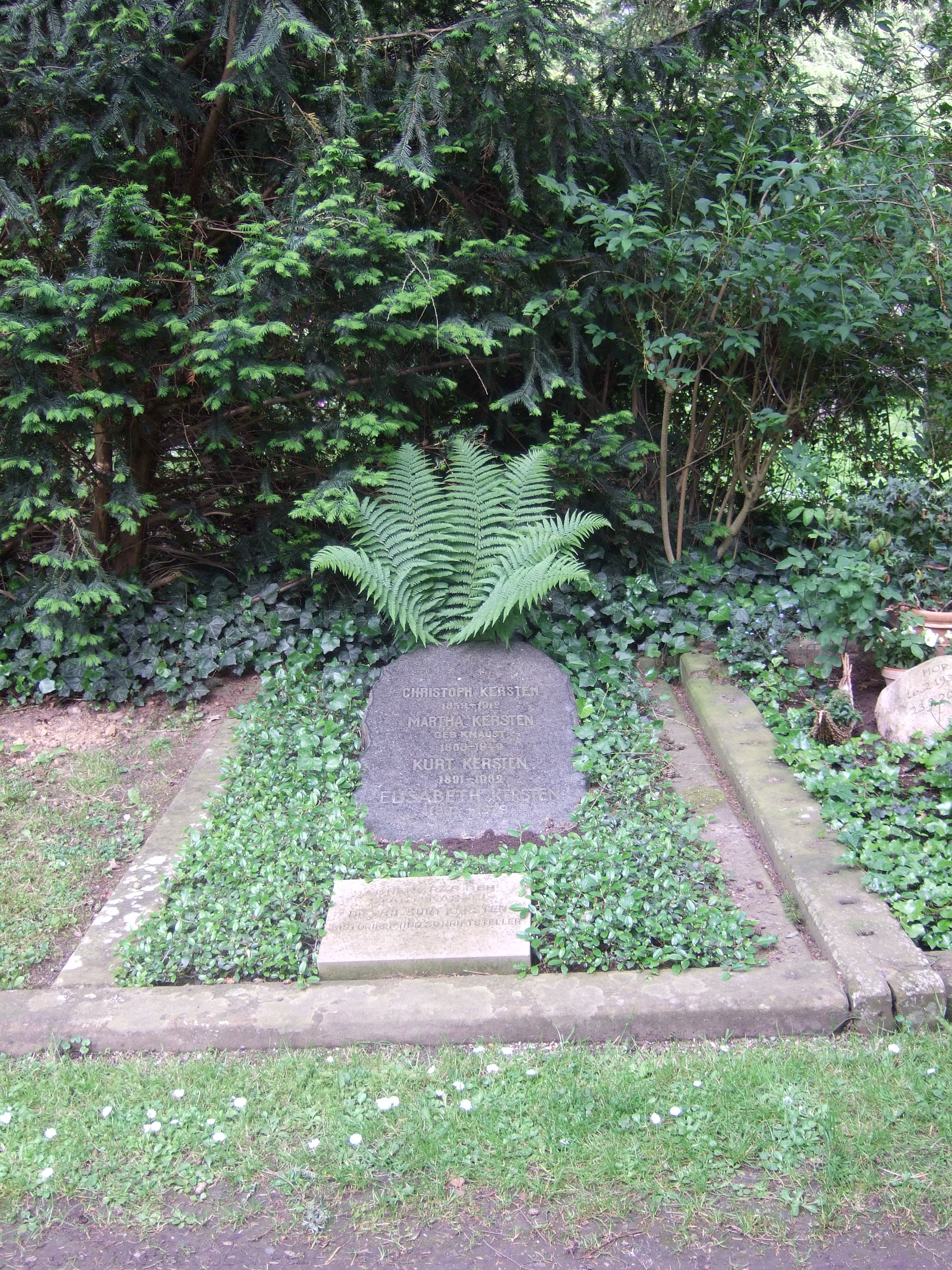
Ehrengrab von Kurt Kersten auf dem Friedhof Wehlheiden in Kassel

Kurt Kersten (* 19. April 1891 in Wehlheiden bei Kassel; † 18. Mai 1962 in New York) war ein deutscher Historiker, Schriftsteller, Publizist und Journalist.

## Jugend und Studium
Kurt Konrad Nikolaus Kersten war der Sohn von Martha Kersten, geborene Knaust, und Christoph Kersten, die einen großen Bauernhof besaßen, der über 400 Jahre in Familienbesitz war.
Ab dem Jahre 1897 besuchte Kurt Kersten zunächst die Privatschule von Carl Henkel in Kassel. 1910 bestand er das Abitur am Wilhelmsgymnasium. Anschließend studierte er Geschichte und deutsche Philologie in München und Berlin und schloss im Februar 1914 mit der Promotion über „Voltaires Henriade in der deutschen Kritik vor Lessing“ magna cum laude ab.
Bereits zu seiner Studienzeit veröffentlichte Kurt Kersten Beiträge in der Zeitschrift Pan, die der Theaterkritiker Alfred Kerr herausgab. „Es wurde eine treue Freundschaft, die bis zur Emigration von Beiden gehalten wird“, erinnerte sich seine Schwester Elisabeth Kersten (1893–1979). Es ist anzunehmen, dass Alfred Kerr, als er 1933 das Berliner Tageblatt verlassen musste, Kurt Kersten gerne als seinen Redaktionsnachfolger gesehen hätte.

## Erster Weltkrieg
Im Ersten Weltkrieg wurde Kurt Kersten zur Fußartillerie eingezogen. Er kämpfte in Russland und Frankreich. Seine Schwester notierte zur Teilnahme ihres Bruders an der Schlacht von Cambrai: „Kersten hat die erste Tankschlacht mitgemacht am 20. November 17. Seine Tagebücher darüber hat er dem Archiv in Potsdam übergeben. Begründung, dass sie für Kriegsgeschichtsschreiber von größerem Interesse wären...“ Ende 1917 Beförderung zum Leutnant. Am 8. August 1918 wurde er vor Amiens schwer am Bein verwundet, seine Batterie aufgerieben; er erhielt das EK I und II. Die Erlebnisse dieses Krieges verstärkten seine pazifistische Einstellung.

## Berlin
„Der Krieg“ so heißt „das erste Volksbuch vom großen Krieg“, herausgegeben von Kurt Kläber im Internationalen Arbeiter-Verlag, 1929, worin „Vormarsch im Osten“ aus Kurt Kerstens Kriegstagebuch abgedruckt ist. Seine publizistische Abrechnung mit dem, wie ihm seine eigenen Erfahrungen gelehrt hatten, falschen Heroismus des Krieges bezeugt die in Franz Pfemferts „Die Aktion“ (1919, Nr. 14/15) veröffentlichte Betrachtung „Vom ,Heldentode’“. 

Kurt Kersten 1927

Kurt Kerstens immense schriftstellerische und journalistische Arbeit entwickelte sich nach der gescheiterten Novemberrevolution. „Ein europäischer Revolutionär: Georg Forster 1754 – 1794“ erschien bei der Vereinigung Internationaler Verlagsanstalten, 1921.
1919/1920 arbeitete er an der Zeitschrift Der Mitmensch, Hefte für sozialistische Literatur mit, von der im Ganzen 12 Ausgaben erscheinen konnten. Sie wurde von Arthur Seehof redigiert, einem aus Kassel stammenden Journalisten, der 1933 emigrieren musste.
Von 1926 bis 1933 war Kurt Kersten Leiter des Feuilletons der Welt am Abend in Berlin.
Er veröffentlichte zudem Werke mit historischen und zeitgeschichtlichen Themen, so u. a.: „Moskau – Leningrad. Eine Winterfahrt“, „Der Moskauer Prozess gegen die Sozialrevolutionäre 1922“, „Fridericus und sein Volk. Dokumente aus dem alten Preussen“, „Bismarck und seine Zeit“.
Herausgegeben hat er teilweise in Zusammenarbeit mit der sowjetischen Botschaft in der Deutschen Verlagsanstalt für Politik und Geschichte „Das heutige Russland, 1917 bis 1922, ein Sammelwerk“, 1923, und „Die große Politik der europäischen Kabinette“ (6 Bände), 1930. Im selben Verlag erschien von ihm 1926 aufgrund eingehender Archivstudien „Michael Bakunins Beichte“ in deutscher Sprache.
„Edmond und Jules de Goncourt: Dienstmädchen Germinie Lacerteux“, deutsche Übertragung von Kurt Kersten, wurde 1928 von E. Laub in Berlin verlegt.
1932 begann er seine Arbeit an „1848. Die deutsche Revolution“. Das Buch erschien im März 1933 im Gustav Kiepenheuer Verlag, Berlin.
Kurt Kersten lebte mit Martha David, geborene Kristeller, in Berlin-Charlottenburg bis zu ihrer gemeinsamen Emigration am 27. Juni 1934 nach Prag.

## Prager Exil
Kurt Kersten: „Ich ging freiwillig und doch nicht gern aus Deutschland fort, weil ich nicht in der Unfreiheit leben will und helfen muss, um in ein freies Deutschland zurückkehren zu können“.
Am 14. April 1937 wurde ihm die deutsche Staatsbürgerschaft aberkannt.
Elisabeth Kersten, die nach ihrer Arbeit für die Berliner Deutsche Verlagsanstalt für Politik und Geschichte seit 1934 Redakteurin des „Landwirtschaftlichen Wochenblattes für Kurhessen und Waldeck“ war, stand nach eigenem Bekunden „Jahre hindurch unter Gestapoaufsicht“.
Kurt Kersten beteiligte sich mit Beiträgen an nahezu allen deutschen Exil-Zeitungen und Zeitschriften. Die Publikationen, in denen von 1933 bis 1940 seine „wesentlichen Arbeiten“ erschienen sind, listete Kersten in einem Fragebogen der Deutschen Akademie für Sprache und Dichtung auf: „‚Prager Tagblatt‘, ‚Bohemia‘, ‚Der Sozialdemokrat‘, ‚Arbeiter-Illustrierte‘, ‚Das Wort‘, ‚Internationale Literatur‘, ‚Volkszeitung‘, ‚Basler Nationalzeitung‘, ‚Pariser Tageblatt‘, ‚Neues Tagebuch‘, ‚Die Zukunft‘, ‚Neue deutsche Blätter‘“. Sein Buch „Peter der Große. Vom Wesen und von den Ursachen historischer Größe“ erschien 1935 im Querido Verlag N. V. Amsterdam.
Wie sehr es ihm daran gelegen war, trotz der ständigen prekären wirtschaftlichen Verhältnisse seine schriftstellerische Arbeit fortsetzen zu können, wird deutlich in einer Einschätzung an die American Guild for German Cultural Freedom – eine Organisation zur Unterstützung exilierter Autorinnen und Autoren –, die er am 31. Juli 1937 verfasste: „Evtl. Beihilfe würde mir gestatten, in Ruhe ein neues historisches Buch zu schreiben, d. h. die Quellenforschungen vorzunehmen, die sehr viel Zeit rauben, Material aus anderen Ländern zu beschaffen, überhaupt ungestört zu arbeiten, ohne ständig die Arbeit unterbrechen zu müssen, weil ich sonst gezwungen bin, journalistische Kleinarbeit zu leisten“.

## Pariser Zeit
In der ersten Hälfte des Jahres 1937 hielt sich Kersten, wie aus seinen Briefen hervorgeht, in Paris auf. Im Frühjahr des gleichen Jahres erschien mit Verfasserangabe Willi Münzenberg die berühmte, von Kurt Kersten besorgte Abhandlung über die nationalsozialistische Massenbeeinflussung „Propaganda als Waffe“, Editions du Carrefour, Paris 1937.
Später trug Kersten in einem Brief Manfred George auf, in seinem Nachruf zu schreiben, „daß Willi Münzenberg der Mann war, der größte Bedeutung für mich gehabt hat und daß ich ihm treu blieb. Du sollst auch sagen, daß ich ,Propaganda als Waffe’ geschrieben habe“. Und weiter betonte er: „Ich habe auch nie meine russischen Freunde vergessen, die von Stalin ermordet wurden.“
Von einem weiteren Frankreichaufenthalt konnte er aufgrund der deutschen Annexion Österreichs im März 1938 nicht mehr nach Prag zurückkehren. Er blieb in Paris. Von Kurt Kersten erschien damals „Unter Freiheitsfahnen. Deutsche Freiwillige in der Geschichte“. Nach Willi Münzenbergs Bruch mit dem Stalinismus waren der Sebastian Brant Verlag und die Zeitschrift Die Zukunft (1938–1940) für „die Freunde der sozialistischen Einheit“, zu denen u. a. Leopold Schwarzschild gehörte, das letzte publizistische Forum. In der Edition Sebastian Brant gab Kurt Kersten den „Deutschen Freiheits-Kalender 1939“ heraus. Darin finden sich Beiträge von Thomas Mann („Vom zukünftigen Siege der Demokratie“), Jacob Grimm („Über meine Entlassung“, 1837, Auszug), Alfred Döblin („10. November 1918“), Lion Feuchtwanger (Vorabdruck aus dem Roman „Exil“), Kurt Kersten („Wege des freiheitlichen deutschen Bürgertums“) sowie Vorabdrucke von Emil Julius Gumbel, Fritz Lieb, Julius Lips, Emil Ludwig, Ludwig Marcuse, René Schickele, Hans Siemsen und Max Werner.
Durch die deutsche Besetzung Frankreichs im Frühjahr 1940 wurde ihr publizistischer Einsatz für „die deutsche Freiheit im Kampf gegen Hitler und Stalin“ immer mehr eingeschränkt.

## Martinique
Nach Internierung als „feindlicher Ausländer“ in verschiedenen Lagern, gelang es Kurt Kersten – getrennt von seiner Frau – auf ein Frachtschiff zu kommen, „das angeblich nach Amerika fuhr. Es wurde jedoch von einem französischen Schiff aufgebracht und sie mußten nach Martinique“ (Elisabeth Kersten).
In der zweiten Hälfte des Jahres 1940 erreichte er Martinique. Die Antilleninsel gehörte mit ihrer Hauptstadt Fort-de-France zum Einflussbereich von Vichy-Frankreich, so dass er dort als unerwünschter Ausländer angesehen wurde. Trotz aller Bemühungen seiner Freunde in den USA war es wegen amerikanischer Einwanderungsvorschriften und weil er keine Papiere mehr besaß nicht möglich, ihm eine Einreiseerlaubnis zu beschaffen. So musste er unter schwierigen Lebensumständen, in ständiger Gefahr, nach Frankreich zurückgeschickt und der Gestapo ausgeliefert zu werden, auf Martinique ausharren. 1943 starb dort unterernährt und mangels fehlender Medikamente sein Freund Robert Breuer.

## New York

Kurt Kersten 1946

Erst im Jahre 1946 kam Kurt Kersten unterernährt in den Vereinigten Staaten von Amerika an und konnte seine Frau wiedersehen. Im gleichen Jahr heirateten Martha David und Kurt Kersten. In New York wurde er Redakteur der von deutsch-jüdischen Einwanderern begründeten Wochenzeitung Aufbau, für die er bis zu seinem Tod arbeitete.
Kurt Kersten veröffentlichte neben vielen Zeitungsartikeln: „Das Ende Willi Münzenbergs. Ein Opfer Stalins und Ulbrichts“ (Deutsche Rundschau, 1957, Heft 5), die Biographie „Der Weltumsegler. Johann Georg Adam Forster, 1754 – 1794“. Außerdem erschienen von Kersten in neuen, teils überarbeiteten Ausgaben: „Peter der Große. Von der Fragwürdigkeit historischer Größe“, „Die deutsche Revolution 1848 – 1849“, und, von Kurt Kersten herausgegeben und eingeleitet, „Arthur Rosenberg: Entstehung und Geschichte der Weimarer Republik“.
Am 18. Mai 1962 starb Kurt Kersten in New York City. Seinem Wunsch folgend wurde die Asche des „Feindes des deutschen Militarismus“ in Kassel-Wehlheiden beigesetzt.
2009 wurde das Grab von Kurt Kersten durch Beschluss der Stadtverordnetenversammlung als Ehrengrab der Stadt Kassel  anerkannt.

## Werke (Auswahl)
- Ein europäischer Revolutionär. Georg Forster. Berlin 1921
- Der Moskauer Prozess gegen die Sozialrevolutionäre 1922. Berlin 1925
- Fridericus Rex und die Krise des Absolutismus. Berlin 1922
- Moskau – Leningrad. Eine Winterfahrt. Frankfurt a. M. 1924
- Wilhelm Liebknecht (1826 – 1900). Redner der Revolution, Bd. 5. Berlin 1925
- Bismarck und seine Zeit. Berlin 1930
- Des Gottes Geißel. Der Kanzler des 2. Reiches. Genf 1934
- 1848. Die deutsche Revolution. Berlin 1933 (Frankfurt/Main 1955)
- Peter der Große. Vom Wesen und den Ursachen historischer Größe. Amsterdam 1935 (Nürnberg 1951, Frankfurt/Main 1954)
- Unter Freiheitsfahnen. Deutsche Freiwillige in der Geschichte. Paris 1938
- Der Weltumsegler. Johann Georg Adam Forster 1754 – 1794. Bern 1957
- Das Mädchen von Curaçao. Viernheim 1956

Als Herausgeber:
- Das heutige Russland 1917 – 1922. 2 Bände. Berlin 1923
- Georg Forster: Revolutionsbriefe. Berlin 1925
- Fridericus und sein Volk. Dokumente aus dem alten Preußen. Berlin 1925
- Michael Bakunins Beichte aus der Peter-Pauls Festung an Zar Nikolaus I. Berlin 1926 (Frankfurt a. M. 1973)
- Deutscher Freiheits-Kalender 1939/1940. Paris 1938/1939
- Arthur Rosenberg: Entstehung und Geschichte der Weimarer Republik. Frankfurt. a. M. 1955

Als Mitherausgeber:
- Die große Politik der Mächte im Weltkrieg. 3 Teile in 6 Bänden. Berlin 1930
- Rétif de la Bretonne. Revolutionsnächte (Les Nuits de Paris) – Nachwort von Kurt Kersten. München 1920

Als Übersetzer:
- Edmond und Jules de Goncourt: Germinie Lacerteux. Berlin 1928